# Jane Marcet
Jane Marcet (Londra, 1º gennaio 1769 – Londra, 28 giugno 1858) è stata una scrittrice e divulgatrice scientifica britannica.
È ricordata come una delle prime autrici ad aver reso accessibili concetti scientifici e teorici a un pubblico ampio, in particolare femminile e giovanile, grazie a una serie di opere divulgative che ebbero grande risonanza nel XIX secolo.

## Biografia
Jane Haldimand nacque a Londra nel 1769, da una famiglia di origine elvetica, protestante e calvinista. Suo padre, Anthony Francis Haldimand, era un banchiere benestante e culturalmente aperto, che offrì ai suoi figli — comprese le figlie — un’educazione non convenzionale per i tempi. Dopo la morte della madre, Jane assunse il ruolo di padrona di casa e si occupò dei fratelli minori. In quel contesto familiare ricevette un’istruzione raffinata: imparò l’italiano, il francese, la storia, le scienze naturali e il disegno, competenze che avrebbero alimentato la sua futura attività intellettuale.
Nel 1799 sposò Alexander Marcet, medico e chimico originario di Ginevra, stabilitosi a Londra. Fu un’unione sia affettiva che intellettuale: i due coniugi condividevano un vivo interesse per la scienza. Jane accompagnava il marito ai suoi esperimenti e alle lezioni alla Royal Institution, dove assistette a conferenze di Humphry Davy e conobbe Michael Faraday, all’epoca giovane apprendista.

## Attività letteraria e opere

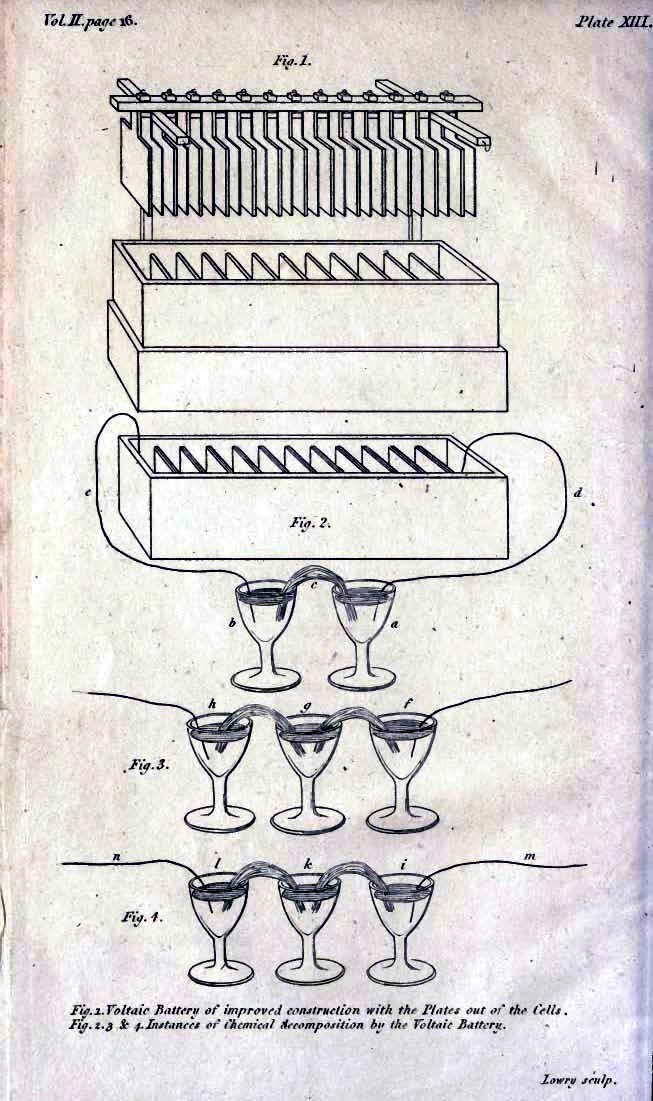
Una pagina del testo Conversations on Chemistry del 1805

La prima e più influente opera di Jane Marcet fu Conversations on Chemistry del 1805, un libro scritto inizialmente per l'educazione dei propri figli e poi pubblicato anonimamente. Il testo è strutturato come un dialogo tra una figura di insegnante (Mrs. B) e due allieve, Caroline ed Emily. Questo stile socratico permetteva di affrontare in modo chiaro e progressivo concetti complessi come la composizione dell'acqua, le reazioni chimiche e la teoria atomica. L'opera venne aggiornata più volte e fu adottata come testo scolastico sia nel Regno Unito che negli Stati Uniti. Si racconta che lo stesso Michael Faraday ne trasse ispirazione per i suoi studi scientifici.
Visto il successo ottenuto, Marcet proseguì la sua produzione divulgativa con altri volumi che seguirono lo stesso formato dialogico:
- Conversations on Political Economy (1816) fu una delle prime opere a introdurre le teorie di Adam Smith, David Ricardo e Thomas Malthus a un pubblico non specializzato. Il libro affrontava temi come il libero mercato, il lavoro, il valore, la moneta e la distribuzione della ricchezza, sempre con un occhio alla comprensione da parte dei lettori inesperti.[2]

- Conversations on Natural Philosophy (1819) offriva una panoramica dei principi fondamentali della fisica, dal moto alla gravità, dalla luce all'elettricità, sempre in forma dialogica.[5]

- Conversations on Vegetable Physiology (1829) fu uno dei primi testi divulgativi sulla botanica destinati al pubblico femminile, con riferimenti alle ricerche di Linneo e alle nuove scoperte sulla fisiologia vegetale.[5]

- Conversations on the Evidence of Christianity (1836) rappresenta una riflessione più spirituale e apologetica, in cui Marcet affronta i fondamenti della fede cristiana attraverso un confronto razionale, coerente con il suo approccio pedagogico.[5]

## Metodo e approccio educativo
Marcet utilizzava un linguaggio chiaro e accessibile, evitando tecnicismi inutili, e prediligeva il dialogo come metodo educativo, riprendendo in forma moderna la maieutica socratica. La sua attenzione era rivolta in particolare alle donne, escluse dalla formazione accademica ufficiale, e ai giovani lettori. Le sue opere, pur divulgative, erano costruite con rigore e aggiornate secondo le conoscenze scientifiche del tempo.
La struttura dialogica non solo rendeva i contenuti più fruibili, ma metteva in scena un modello di apprendimento in cui le protagoniste femminili erano curiose, critiche, intelligenti e desiderose di capire. In questo senso, Marcet contribuì in modo pionieristico all’educazione delle donne nella scienza, un campo che all’epoca era considerato prerogativa maschile.

## Eredità
Jane Marcet morì nel 1858, ma la sua influenza si protrasse a lungo. Le sue opere furono tradotte in diverse lingue e più volte ristampate nel corso del XIX secolo. Il suo impatto fu tangibile sia nell’ambito educativo, dove i suoi testi furono adottati in molte scuole femminili, sia in quello scientifico, ispirando futuri ricercatori e divulgatori.
Nel contesto contemporaneo, il suo lavoro è stato rivalutato anche in ambito filosofico, con l’inserimento nel progetto History of Women Philosophers and Scientists dell’Università di Paderborn, che ne riconosce il contributo al pensiero critico e al dialogo tra scienza e società.